# Théâtre de Liepāja
Le Théâtre de Liepāja (en letton : Liepājas teātris) est un théâtre professionnel en Lettonie fondé en 1907. Le théâtre se situe au numéro 4, rue  Teātra, à Liepāja. Il s'agit du plus ancien théâtre professionnel en Lettonie. Les représentations se déroulent en langue lettone.

## Histoire
Le théâtre  a été inauguré le 11 mars 1907 avec la pièce d'Anton Tchekhov Oncle Vania. À partir de 1912, on y montait également les comédies musicales. En 1915, fut achevé la construction du nouveau bâtiment rue Hagedorna, aujourd'hui rue Teātra dans le style néo-classique. Lors de l'occupation allemande sur la scène de théâtre se donnaient les représentations en allemand, mais le théâtre en tant que tel n'existait plus. Après la capitulation allemande le théâtre a repris ses activités. 
Sous occupation soviétique, le 3 novembre 1940, dans ses locaux s'est déroulée la première cérémonie d'engagement des écoliers de Jelgava dans les pionniers.
Lors de la Deuxième Guerre mondiale, en 1944, l'intérieur du bâtiment a été détruit par un incendie, mais fut vite restauré. De 1944 à 1950, le théâtre s’appelait Théâtre dramatique et musical. L'établissement, au fil du temps, a porté plusieurs noms différents, son nom actuel lui fut attribué en 1998.
La troupe de théâtre a participé à plusieurs festivals d'art dramatique comme le Masque d'or à Moscou en 2011 et 2013, le Festival de Vienne  et le festival "Kontakt" en Pologne en 2014. Plusieurs de ses acteurs et metteurs en scène ont également reçu les récompenses du festival letton Spēlmaņu nakts. 
En 2008, la direction du théâtre est confiée à Herberts Laukšteins. 
Depuis la fin des années 2000, le théâtre connait de graves difficultés financières dues au manque de subventions. Les menaces de fermeture ont été évoqués. En 2014, le théâtre a du interrompre la collaboration avec le metteur en scène russe, Konstantin Bogomolov. Le directeur, Herberts Laukšteins, s'est adressé à plusieurs reprises aux médias et à la radio lettonne afin de faire connaitre le problème,.